# André Messager

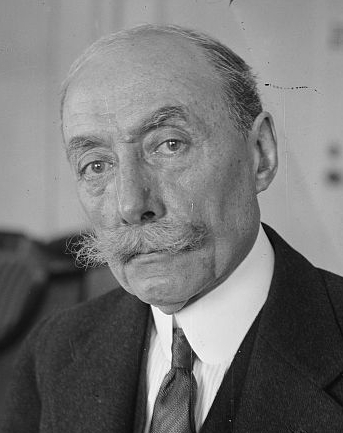
André Messager

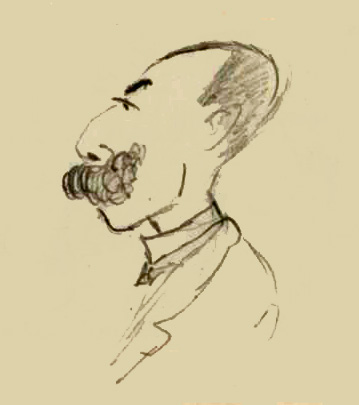
Messager på karikatyr av Gabriel Fauré (1913).

André Charles Prosper Messager, född 30 december 1853 i Montluçon, Département Allier, död 24 februari 1929 i Paris, var en fransk dirigent och tonsättare.

## Biografi
Messager genomgick en utbildning till kyrkomusiker vid Ècole Niedermeyer i Paris, tidvis som elev till Camille Saint-Saëns. Därefter var han åren 1874-1884 verksam som organist i olika Parisförsamlingar. Han kom emellertid alltmer att ägna sig åt  komposition. 
Han debuterade 1896 på L'Opéra Garnier i Paris med baletten Les deux pigeons. Messager blev 1898 dirigent vid Opéra-Comique. Genom sitt framförande av Debussys Pelléas och Mélisande blev han internationellt känd och fick 1903-1907 engagemang vid Covent Garden i London. Han återvände till Paris och var 1908-1914 musikalisk ledare för L'Opéra Garnier. Han var även dirigent för konservatorieorkestern 1908-1919 och turnerade med den ensemblen i Nord- och Sydamerika 1916-1918. Efter kriget var han åter ledare för Opéra-Comique fram till 1920.

## Verk

### Operor och operetter

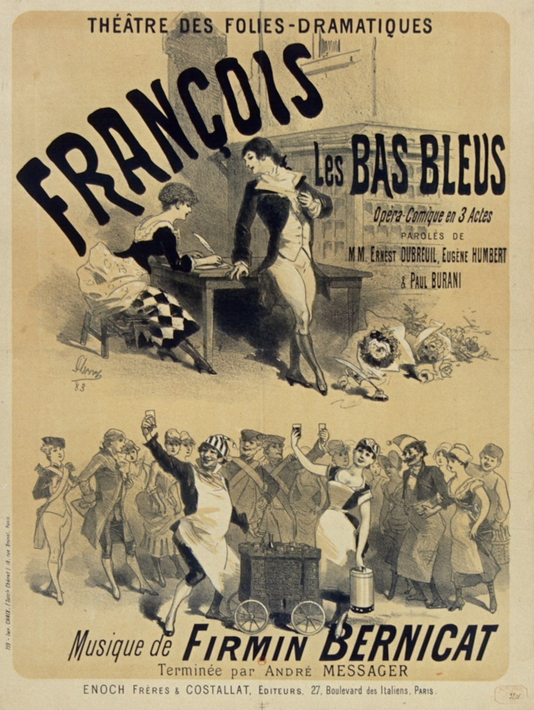
Affisch till François les Bas bleus (1883)

- Les païens, operett (ca 1876) förlorad
- Les beignets du roi, opéra comique, version 1
- François les bas-bleus, opéra comique (1883, Paris)
- Gisèle, operett (ca 1884–1885) förlorad
- La Fauvette du Temple, opéra comique (1885, Paris)
- La Béarnaise, opéra comique (1885, Paris)
- Le Bourgeois de Calais, opéra comique (1887, Paris)
- Les premières armes de Louis XV, opéra comique (1888, Paris)
- Isoline, conte des fées (1888, Paris)
- Le Mari de la reine, operett (1889, Paris)
- La Basoche, opéra comique (1890, Paris; Skrivarkungen. 1892, Stockholmsoperan)[1]
- Madame Chrysanthème, comédie lyrique (1893, Paris)
- Miss Dollar, operett (1893, Paris)
- Amants éternels, pantomim (1893, Paris)
- Mirette (1894, London)
- La fiancée en loterie, operett (1896, Paris)
- Le Chevalier d'Harmental, opéra comique (1896, Paris)
- La montagne enchantée, pièce fantastique (1897, Paris)
- Les P'tites Michu, operett (1897, Paris)
- Véronique, opéra comique (1898, Paris)
- Les dragons de l'impératrice, opéra comique (1905, Paris)
- Fortunio, comédie lyrique (1907, Paris)
- Béatrice, légende lyrique (1914, Monte Carlo)
- Monsieur Beaucaire, romantisk operett (1919, Birmingham)
- Cyprien, ôte ta main de là!, fantasi (1920, Paris)
- La Petite Fonctionnaire, comédie musicale (1921, Paris)
- L'Amour masqué, comédie musicale (1923, Paris)
- Passionnément, comédie musicale (1926, Paris)
- Deburau, comédie (1926, Paris)
- Coups de roulis, operett (1928, Paris)
- Sacha (1933, Monte-Carlo)[2]

### Baletter
- Fleur d'oranger, balett (1878)
- Les vins de France, balett (1879)

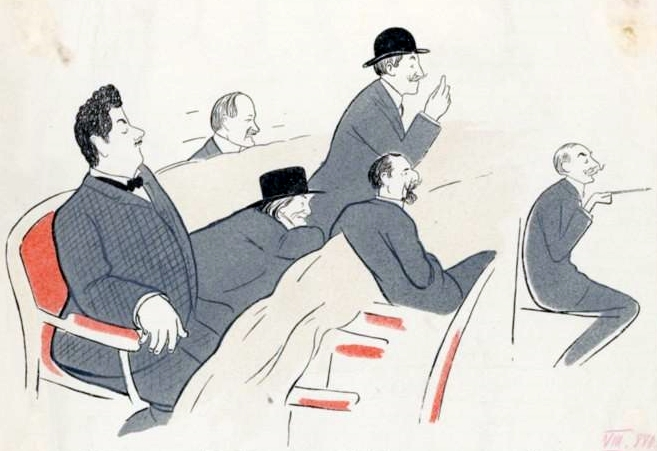
En repetition på l'Opéra-Comique 1880. I bakgrunden: Paul Ferrier (1843-1920). I förgrunden från vänster: Giacomo Puccini (1858-1924), Victorien Sardou (1831-1908), Albert Carré (1852-1938), Tito Ricordi (1811-1888) och André Messager (1853-1929).

- Mignons et villains, balett (1879)
- Les Deux Pigeons (balett)|Les deux pigeons, balett (1886)
- Scaramouche, balett (1891)
- Amants éternels, balett (1893)
- Le chevalier aux fleurs, balett (1897)
- La montagne enchantée, balett (1897)
- Une aventure de la guimard, balett (1900)
- Suite de danses, balett i en akt (1913) (Arrangemang i samarbete med Paul Vidal av pianomusik komponerad av Frédéric Chopin)

### Kantater
- Prométhée enchaîné (1877)
- Don Juan et Haydée (1877)

### Instrumentalmusik
- Symfoni (1876)
- Souvenirs de Bayreuth (med Fauré) (piano, fyrhändigt) (1888?)
- Dramamusik till Colibri (1889)
- Solo de Concours, klarinett och piano (1899)[3]
- Impromptou (Op. 10), Habanera (Op. 11), Menuet (Op. 12), Mazurka (Op. 13), Caprice-Polka (Op. 14), Valse (Op. 15) för piano
- Dramamusik till Hélène (1891)

## Diskografi (urval)
- Les deux pigeons. Orchestra of the Welsh National Opera. Richard Bonynge, dirigent. Decca (DDD) 476 2448. 1991.[4]